# Alicja Kornasiewicz
Alicja Józefa Kornasiewicz (ur. 19 marca 1951 w Kańczudze) – polska menedżer, polityk, posłanka na Sejm X kadencji, była wiceminister skarbu.

## Życiorys
Ukończyła w 1973 studia na Wydziale Nauk Ekonomicznych Szkoły Głównej Planowania i Statystyki w Warszawie. Na Akademii Ekonomicznej w Poznaniu obroniła doktorat w zakresie nauk ekonomicznych. W 1978 uzyskała uprawnienia biegłego rewidenta. W latach 1973–1993 pracowała przedsiębiorstwach państwowych i w administracji rządowej, m.in. w „Ursusie”, Ministerstwie Handlu Wewnętrznego, Unitrze i Impexmetalu.
W latach 1989–1991 sprawowała mandat posłanki na Sejm kontraktowy, wybranej z listy Zjednoczonego Stronnictwa Ludowego. W trakcie kadencji wstąpiła do KP Unii Demokratycznej, następnie była związana z Unią Wolności. W latach 1993–1997 zatrudniona w Europejskim Banku Odbudowy i Rozwoju w Warszawie. W latach 1997–2000 pełniła funkcję sekretarza stanu w Ministerstwie Skarbu Państwa w rządzie Jerzego Buzka.
Wchodziła następnie w skład zarządu CA Investment Bank AG z siedzibą w Wiedniu. W latach 2010–2011 zajmowała stanowisko prezesa zarządu Banku Pekao, następnie do 2012 przewodniczyła jego radzie nadzorczej. Od 2012 zatrudniona jako starszy doradca w obszarze bankowości inwestycyjnej w regionie Europy Środkowo-Wschodniej w londyńskim oddziale banku Morgan Stanley. Od 2015 była członkinią, a od 2020 przewodniczącą rady dyrektorów brytyjskiej grupy Cineworld, zarządzającej międzynarodową siecią kin.
Powoływana w skład rad nadzorczych takich spółek, jak Bank Austria Creditanstalt, Bank BPH, Bioton, Eurocash, GetBack, Jeronimo Martins Dystrybucja, Netia, NFI Empik Media & Fashion, Pioneer Pekao Investment Management, Agencja Prywatyzacji, Softbank, Telekomunikacja Polskia, Ukrsotsbank, UnicreditBank Hungary, Warimpex Finanz und Beteiligungs.
W 2021 Komisja Nadzoru Finansowego ukarała byłych członków rady nadzorczej i zarządu spółki GetBack; na Alicję Kornasiewicz KNF nałożyła karę pieniężną 75 tys. złotych, zarzucając jej naruszenia dotyczące zamieszczenia nieprawidłowych i nierzetelnych danych w czterech raportach okresowych.
Członkini nieformalnego zrzeszenia kobiet – Klubu „22”. Jest autorką książki Venture Capital w krajach rozwiniętych i w Polsce z 2004. W 2006 dołączyła do fundacji Komitetu Międzynarodowych Standardów Rachunkowości.

## Odznaczenia i wyróżnienia
- Krzyż Kawalerski Orderu Odrodzenia Polski (2015)[15]
- Najbardziej wpływowa kobieta w Polsce magazynu „Home Market” (2004)